# Body Volume Index
Body Volume Index (BVI) har föreslagits som ett alternativ till BMI (kroppsmasseindex). BVI utformades 2000, och tar till skillnad mot BMI hänsyn till var på kroppen kroppsvikten är lokaliserad.

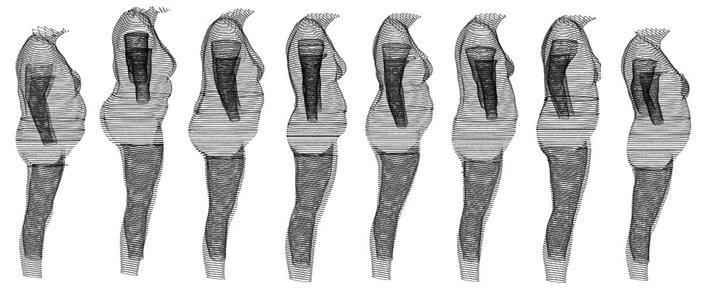
Kvinnor med olika kroppsvolym men samma BMI.

BVI beräknas utifrån volymen av 8 olika segment på kroppen, som scannas med en 3D-kamera och anges i liter per kvadratmeter (l/m2).
{\displaystyle {\mbox{BVI}}={\frac {V}{l^{2}}}={\frac {\mathrm {kroppsvolym} \ (\mathrm {l} )}{\mathrm {l{\ddot {a}}ngd\ \times \ l{\ddot {a}}ngd} \ (\mathrm {m} ^{2})}}\left[{\frac {\mathrm {l} }{\mathrm {m^{2}} }}\right]}